# Parawithius nobilis
Parawithius nobilis är en spindeldjursart som först beskrevs av With 1908.  Parawithius nobilis ingår i släktet Parawithius och familjen Withiidae. Inga underarter finns listade i Catalogue of Life.